# Erode (distrikt)

Erode-distriktet i Tamil Nadu, Indien

Erode (tamil: ஈரோடு மாவட்டம்) är ett distrikt i den indiska delstaten Tamil Nadu, med Erode som huvudort. Det hade 2001 drygt 2,5 miljoner invånare.